# پشت ایران
پشت ایران روستایی در دهستان چهارگنبد بخش بلورد شهرستان سیرجان استان کرمان ایران است.

## جمعیت
بر پایه سرشماری عمومی نفوس و مسکن در سال ۱۳۹۵ جمعیت این مکان ۴۶ نفر (۱۹خانوار) بوده‌است.